# Bushrod Island
Bushrod Island är en ö i Liberia.   Den ligger i regionen Montserrado County, i den västra delen av landet, 6 km norr om huvudstaden Monrovia.